# NKVD

Embleem van het Russische NKVD

Het NKVD (Russisch: НКВД), het Volkscommissariaat voor Binnenlandse Zaken (Russisch: Народный комиссариат внутренних дел, Narodnij komissariat vnoetrennich djel, beluisterⓘ) was een departement en een van de machtigste staatsorganen van de Sovjet-Unie. Het NKVD is vooral bekend geworden van het Hoofddirectoraat voor staatsveiligheid (GOeGB), dat verantwoordelijk was voor de binnenlandse veiligheid (opsporing van "vijanden" in het binnen- en buitenland). Het NKVD als organisatie bestond met tussenpozen van 1917 tot 1954, vanaf 1946 onder de naam MVD (Ministerie van Binnenlandse Zaken). Het NKVD/MVD werd in 1954 opgesplitst in de KGB (nu de FSB) en het eigenlijke MVD (dat in het huidige Rusland nog steeds bestaat).

## Geschiedenis

### NVD en Tsjeka
Het Narkomat Vnoetrennich Del (Наркомат внутренних дел), kortweg NVD, ontstond als een van de eerste volkscommissariaten van de RSFSR op 26 oktober 1917. De eerste leider werd Aleksej Rykov. Twee dagen later, op 28 oktober 1917, werd door de NVD de militsia (politie) opgezet. In november werd vervolgens Grigori Petrovski aangesteld als leider van de NVD en kreeg deze een bestuursraad bestaande uit Feliks Dzerzjinski, Martin Latsis, Iosif Oensjlicht en Moisej Oeritski. Op 20 december 1917 werd de Tsjeka opgezet door de Raad van Volkscommissarissen (Sovnarkom) voor het bestrijden van contra-revoluties en sabotage als onafhankelijk orgaan naast het NKVD van de RSFSR.

### GPOe
Op 6 februari 1922 werd de Tsjeka weer opgeheven door de Raad van Volkscommissarissen en werd vervangen door de GPOe (Gosoedarstvennoje Polititsjeskoje Oepravlenije; Politiek Staatsdirectoraat), die ondergeschikt werd aan het NKVD van de RSFSR. Hierdoor kwamen de politie en staatsveiligheid onder een overheidsministerie te vallen. Eind 1922 ontstond de Sovjet-Unie, waar de RSFSR een deelstaat van werd. In augustus 1923 werd Aleksandr Beloborodov aangesteld tot hoofd van de GPOe.

### OGPOe
Op 15 november 1923 werd deze GPOe-NKVD van de RSFSR door het presidium van het Centraal Uitvoerend Comité van de USSR (VTsIK SSSR) omgezet naar de OGPOe (Obedinennoje Gosoedarstvennoje Polititsjeskoje Oepravlenije; Verenigd Politiek Staatsdirectoraat), dat onder het bestuur van de Sovnarkom kwam te vallen. Het NKVD van de RSFSR was daardoor niet langer verantwoordelijk voor de staatsveiligheid, maar behield (naast andere verantwoordelijkheden) wel het bestuur over de militsia.

### Opheffing en herinstelling NKVD
In januari 1928 werd Vladimir Tolmatsjov aangesteld als volkscommissaris voor Binnenlandse Zaken van de RSFSR. Op 15 december 1930 werd het NKVD van de RSFSR door de Sovnarkom en de VTsIK SSSR opgeheven. Zes dagen later, op 21 december, werd met een geheim besluit door de Sovnarkom en de VTsIK SSSR de militsia ondergeschikt gemaakt aan de OGPOe (officieel stond de militsia onder het bestuur van de sovjets van de afzonderlijke republieken). Hierdoor kon de OGPOe leden van de militsia ook gebruiken voor een netwerk van geheime spionnen.
Op 10 juli 1934 werd het NKVD opnieuw opgericht als het Volkscommissariaat voor Binnenlandse Zaken van de USSR. De OGPOe werd daarbij een onderdeel van het NKVD en hernoemd tot de GOeGB (Glavnoje Oepravlenije gosoedarstvennoj bezopasnosti; Hoofddirectoraat voor staatsveiligheid) en werd verantwoordelijk voor contra-spionage in het militaire apparaat van de Sovjet-Unie. De leider werd Genrich Jagoda. Op dat moment werd het NKVD ook verantwoordelijk voor de Goelag. In 1936 werd Nikolaj Jezjov volkscommissaris voor Binnenlandse Zaken benoemd, gevolgd door Lavrenti Beria in 1938. Onder Beria werd de organisatie de machtigste van het land.

### Opsplitsing, herinstelling en opnieuw opsplitsing
Op 3 februari 1941 werd het NKVD per decreet van de Opperste Sovjet van de USSR opgedeeld in twee volkscommissariaten. 
- het NKVD onder leiding van Beria
- het  NKGB (Narkomat gosoedarstvennoj bezopasnosti; Volkscommissariaat voor Staatsveiligheid) onder leiding van Vsevolod Merkoelov

Tegelijkertijd werd de GOeGB weer opgeheven en opgedeeld onder het  Volkscommissariaat voor Defensie (RKKA), het Volkscommissariaat voor Marine (RKKF) en het NKVD. Op 20 juli, na de inval van nazi-Duitsland in de Sovjet-Unie, werden het NKVD en het NKGB weer samengevoegd en in januari 1942 kwam ook de contra-spionage weer onder het bestuur van de samengevoegde organisatie te staan. In april 1943 werd het NKVD echter weer opgesplitst: op 14 april werd het NKGB opnieuw afgesplitst (weer onder leiding van Merkoelov) en op 18 april werden de contra-spionage activiteiten van de eerdere RKKA en RKKF samengevoegd in de SMERSJ.

### MVD en MGB
In december 1945 kreeg het NKVD een minister in de persoon van Sergej Kroeglov. Het jaar daarop kreeg de Raad van Volkscommissarissen de nieuwe naam “Raad van Ministers” (van de USSR) en werden de  volkscommissariaten voortaan ministeries genoemd. Het NKVD werd herdoopt in MVD (Ministerie van Binnenlandse Zaken) en het NKGB in MGB (Ministerie voor Staatsveiligheid). In januari 1947 werden de troepen van het MVD overgeheveld naar het MGB, afgezien van de grenstroepen, transportbeveiliging en beveiliging van industriële objecten en de spoorwegen. In de drie jaar die volgden werd het MVD langzaam ontdaan van zijn macht en bevoegdheden, die werden overgeheveld naar het MGB. Tot 1953 behield het echter wel het bestuur over de Goelagkampen. Zijn leider Beria was vanaf 1950 minder populair geworden bij Stalin, zoals bleek bij de Mingrelische Affaire.

### Dood van Stalin en gevolgen voor het MVD
Op 5 maart 1953, na de dood van Stalin, werd een gezamenlijke vergadering gehouden door het Centraal Comité van de CPSU, de Raad van Ministers van de USSR en het Presidium van de Opperste Sovjet, waarop werd besloten MVD en MGB opnieuw samen te voegen, ditmaal tot het MVD (Ministerie van Binnenlandse Zaken) van de USSR. Beria werd op 15 maart aangesteld als vicevoorzitter van de Raad van Ministers en minister van Binnenlandse Zaken. Die maand werden meer dan 21 divisies van het MVD overgeheveld naar andere ministeries om het MVD te ontdoen van activiteiten die te maken hadden met industriële en andere economische activiteiten. Het Ministerie van Justitie kreeg het bestuur over de Goelag en alle andere kampen, met uitzondering van kampen voor gevangen die veroordeeld waren voor hoogverraad.
In juni 1953 werd Kroeglov aangesteld als vervanger van Beria, die op beschuldigingen van Chroesjtsjov werd gearresteerd op beschuldiging van spionage voor de Britten op 26 juni (en in het geheim geëxecuteerd in december). Op 21 januari kreeg het MVD opnieuw het bestuur over de Goelagkampen en andere gevangenkampen binnen de Sovjet-Unie. Volgens de eigen officiële cijfers had het MVD op 1 april 1954 de beschikking over 1.360.000 Goelaggevangenen. Van hen waren 448.000 veroordeeld voor contrarevolutionaire activiteiten en 680.000 voor zware vergrijpen. Bijna 28% van hen bestond uit personen die 25 jaar of jonger waren.

### Oprichting van de KGB en verandering tot 'gewoon ministerie'
Op 13 maart 1954 ontstond de KGB (Commissie voor Staatsveiligheid binnen de Raad van Ministers van de USSR) met als voorzitter Ivan Aleksandrevitsj Serov, de voormalige eerste viceminister van Binnenlandse Zaken. Alle 'tsjekisten' uit het voormalige MGB werden daarmee uit het MVD gezuiverd naar de KGB. Het MVD hield alleen de militsia-eenheden over. Volgens een radiodocumentaire van de Russische afdeling van Radio Liberty werd het MGB als zodanig gedegradeerd van een ministerie naar een commissie omdat de communistische leiders bang waren dat de MGB opnieuw een grote rol zou kunnen spelen bij een eventuele tweede grote zuivering.
Daarop werd het MVD een “normaal” ministerie van Binnenlandse Zaken, met alleen de gewone militsia onder zich. In 1955 kreeg het MVD een eigen afdeling voor de RSFSR. In februari 1956 werd Nikolaj Doedov de nieuwe minister van het MVD. Op 26 oktober 1956 werd het MVD opgedeeld in bestuurlijke divisies, die verantwoordelijkheid moesten afleggen aan lokale sovjets en aan hogere commissies binnen het MVD. Op 13 januari 1960 werd het MVD van de USSR uiteindelijk opgeheven, nadat het ministerie was onderverdeeld in regionale MVD's voor elk van de 15 Sovjetrepublieken. Op 26 juli 1966 werden de militsiafuncties per decreet echter wel weer op unieniveau geregeld.

## Activiteiten
Het NKVD was veelal de uitvoerende organisatie bij massale repressie en vervolging van echte en vermeende vijanden, bijvoorbeeld bij het Bloedbad van Katyn.
Tevens viel het gehele gebied van de Kolyma, in het Verre Oosten van de Sovjet-Unie, met als hoofdstad Magadan, onder het directoraat van het NKVD, handelende onder de naam Dalstroj